# فهرست مربیان باشگاه فوتبال سپاهان
این نوشتار فهرست مربیان باشگاه فوتبال سپاهان اصفهان را از سال ۱۳۳۲ تا به امروز دربردارد.
تاکنون ۲۸ نفر در ۳۸ دورهٔ زمانی هدایت باشگاه فوتبال سپاهان اصفهان را نیز بر عهده داشته‌اند. از این ۲۸ نفر، ۱۹ نفر ایرانی و ۹ نفر خارجی بوده‌اند.
به ترتیب مسعود تابش و محمود یاوری بیشترین مدت مربیگری در باشگاه سپاهان اصفهان را نیز داشته‌اند. زدراکو رایکوف اولین مربی خارجی تاریخ باشگاه سپاهان بوده است.
از موفق‌ترین مربیان ایرانی این باشگاه می‌توان به فرهاد کاظمی با یک قهرمانی در لیگ برتر و یک قهرمانی در جام حذفی و امیر قلعه‌نویی با دو قهرمانی در لیگ برتر اشاره کرد.
از موفق‌ترین مربیان خارجی این باشگاه می‌توان به دو مربی اهل کشور کرواسی یعنی لوکا بوناچیچ با دو قهرمانی در جام حذفی و یک نایب قهرمانی در لیگ قهرمانان آسیا و زلاتکو کرانچار با یک قهرمانی در لیگ برتر و یک قهرمانی در جام حذفی اشاره کرد.

## فهرست مربیان
| دوره      | نام                               | کشور          | دوران مربیگری | دوران مربیگری |
| دوره      | نام                               | کشور          | از            | تا            |
| --------- | --------------------------------- | ------------- | ------------- | ------------- |
| ۱         | محمود حریری                       | ایران         | ۱۳۳۲          | ۱۳۳۹          |
| کمیته فنی | کمیته فنی                         | کمیته فنی     | ۱۳۳۹          | ۱۳۴۹          |
| ۲         | محمود یاوری                       | ایران         | ۱۳۴۹          | ۱۳۵۶          |
| ۳         | زدراکو رایکوف محمد برزمهری (موقت) | یوگسلاو ایران | ۱۳۵۶          | ۱۳۵۶          |
| ۴         | محمود یاوری                       | ایران         | ۱۳۵۶          | ۱۳۵۹          |
| ۵         | مسعود تابش                        | ایران         | ۱۳۵۹          | ۱۳۷۲          |
| ۶         | فیروز کریمی                       | ایران         | ۱۳۷۲          | ۱۳۷۳          |
| ۷         | ناصر حجازی                        | ایران         | ۱۳۷۳          | ۱۳۷۴          |
| ۸         | محمود یاوری                       | ایران         | ۱۳۷۴          | ۱۳۷۵          |
| ۹         | رسول کربکندی                      | ایران         | ۱۳۷۵          | ۱۳۷۷          |
| ۱۰        | مهدی مناجاتی                      | ایران         | ۱۳۷۷          | ۱۳۷۸          |
| ۱۱        | حمید ندیمیان                      | ایران         | ۱۳۷۸          | ۱۳۸۰          |
| ۱۲        | استانکو پوکله‌پوویچ                | کرواسی        | ۱۳۸۰          | ۱۳۸۱          |
| ۱۳        | فرهاد کاظمی                       | ایران         | ۱۳۸۱          | ۱۳۸۳          |
| ۱۴        | ناصر پورمهدی (موقت)               | ایران         | ۱۳۸۳          | ۱۳۸۳          |
| ۱۵        | استانکو پوکله‌پوویچ                | کرواسی        | ۱۳۸۳          | ۱۳۸۴          |
| ۱۶        | ادسون تاوارس                      | برزیل         | ۱۳۸۴          | ۱۳۸۵          |
| ۱۷        | لوکا بوناچیچ                      | کرواسی        | ۱۳۸۵          | ۱۳۸۶          |
| ۱۸        | کریم قنبری (موقت)                 | ایران         | ۱۳۸۶          | ۱۳۸۶          |
| ۱۹        | جوروان ویرا                       | برزیل         | ۱۳۸۶          | ۱۳۸۷          |
| ۲۰        | انگین فیرات                       | ترکیه         | ۱۳۸۷          | ۱۳۸۷          |
| ۲۱        | حسین چرخابی                       | ایران         | ۱۳۸۷          | ۱۳۸۷          |
| ۲۲        | فرهاد کاظمی                       | ایران         | ۱۳۸۷          | ۱۳۸۸          |
| ۲۳        | بیژن طاهری (موقت)                 | ایران         | ۱۳۸۸          | ۱۳۸۸          |
| ۲۴        | امیر قلعه‌نویی                     | ایران         | ۱۳۸۸          | ۱۳۹۰          |
| ۲۵        | لوکا بوناچیچ                      | کرواسی        | ۱۳۹۰          | ۱۳۹۰          |
| ۲۶        | کریم قنبری (موقت)                 | ایران         | ۱۳۹۰          | ۱۳۹۰          |
| ۲۷        | زلاتکو کرانچار                    | کرواسی        | ۱۳۹۰          | ۱۳۹۳          |
| ۲۸        | حسین فرکی                         | ایران         | ۱۳۹۳          | ۱۳۹۴          |
| ۲۹        | محرم نویدکیا (موقت)               | ایران         | ۱۳۹۴          | ۱۳۹۴          |
| ۳۰        | ایگور اشتیماتس                    | کرواسی        | ۱۳۹۴          | ۱۳۹۵          |
| ۳۱        | قاسم زاغی‌نژاد (موقت)              | ایران         | ۱۳۹۵          | ۱۳۹۵          |
| ۳۲        | عبدالله ویسی                      | ایران         | ۱۳۹۵          | ۱۳۹۵          |
| ۳۳        | زلاتکو کرانچار                    | کرواسی        | ۱۳۹۵          | ۱۳۹۶          |
| ۳۴        | کریم قنبری (موقت)                 | ایران         | ۱۳۹۶          | ۱۳۹۶          |
| ۳۵        | منصور ابراهیم‌زاده                 | ایران         | ۱۳۹۶          | ۱۳۹۷          |
| ۳۶        | امیر قلعه‌نویی                     | ایران         | ۱۳۹۷          | ۱۳۹۹          |
| ۳۷        | میگوئل تکسیرا (موقت)              | پرتغال        | ۱۳۹۹          | ۱۳۹۹          |
| ۳۸        | محرم نویدکیا                      | ایران         | ۱۳۹۹          | ۱۴۰۱          |
| ۳۹        | ژوزه مورایس                       | پرتغال        | ۱۴۰۱          | ۱۴۰۳          |
| ۴۰        | هوگو آلمیدا (موقت)                | پرتغال        | ۱۴۰۳          | ۱۴۰۳          |
| ۴۱        | پاتریس کارترون                    | فرانسه        | ۱۴۰۳          | اکنون         |

## مربیان قهرمان
این جدول دربردارندهٔ مربیانی است که با سپاهان به قهرمانی دست یافته‌اند. در این جدول تنها جام‌های کشوری به حساب آمده‌ است.
| نام مربی       | ملیت   | قهرمانی‌ها                           |
| -------------- | ------ | ----------------------------------- |
| فرهاد کاظمی    | ایران  | لیگ برتر: ۸۲–۱۳۸۱ جام حذفی: ۸۳–۱۳۸۲ |
| لوکا بوناچیچ   | کرواسی | جام حذفی: ۸۵–۱۳۸۴، ۸۶–۱۳۸۵          |
| امیر قلعه‌نویی  | ایران  | لیگ برتر: ۸۹–۱۳۸۸، ۹۰–۱۳۸۹          |
| زلاتکو کرانچار | کرواسی | لیگ برتر: ۹۱–۱۳۹۰ جام حذفی: ۹۲–۱۳۹۱ |
| حسین فرکی      | ایران  | لیگ برتر: ۹۴–۱۳۹۳                   |
| ژوزه مورایس    | پرتغال | جام حذفی: ۰۳_۱۴۰۲                   |
| پاتریس کارترون | فرانسه | ‌‌ سوپر جام: ۱۴۰۳                     |

امیر قلعه‌نویی با دو قهرمانی در لیگ برتر، پرافتخارترین مربی سپاهان در این مسابقات می‌باشد.
لوکا بوناچیچ با دو قهرمانی در جام حذفی، پرافتخارترین مربی سپاهان در این مسابقات می‌باشد.